# 桂河 (白浪河)
桂河，原名溎河，位于中国山东省中部，为白浪河左岸支流，发源于昌乐县方山北麓的老官李村，东北流经昌乐县朱刘街道和寿光市稻田镇后进入潍坊市寒亭区，入大圩河故道，于央子街道崔家央子村入白浪河。全长55公里，流域面积376平方公里。